# Perroquet à tête brune
Poicephalus cryptoxanthus
Espèce
Statut de conservation UICN

 LC  : Préoccupation mineure
Statut CITES
Le Perroquet à tête brune (Poicephalus cryptoxanthus) est une espèce d'oiseaux appartenant à la famille des Psittacidae.

## Description
Il possède un plumage à dominante verte, plus foncé sur le dos et plus clair sur le ventre. La tête et le haut de la poitrine sont gris. Les plumes axillaires sont jaunes (coloration bien visible lorsque l'oiseau est en vol). La mandibule supérieure est grisâtre et l'inférieure blanchâtre. Les iris sont jaunes et les pattes grises.

## Habitat et répartition

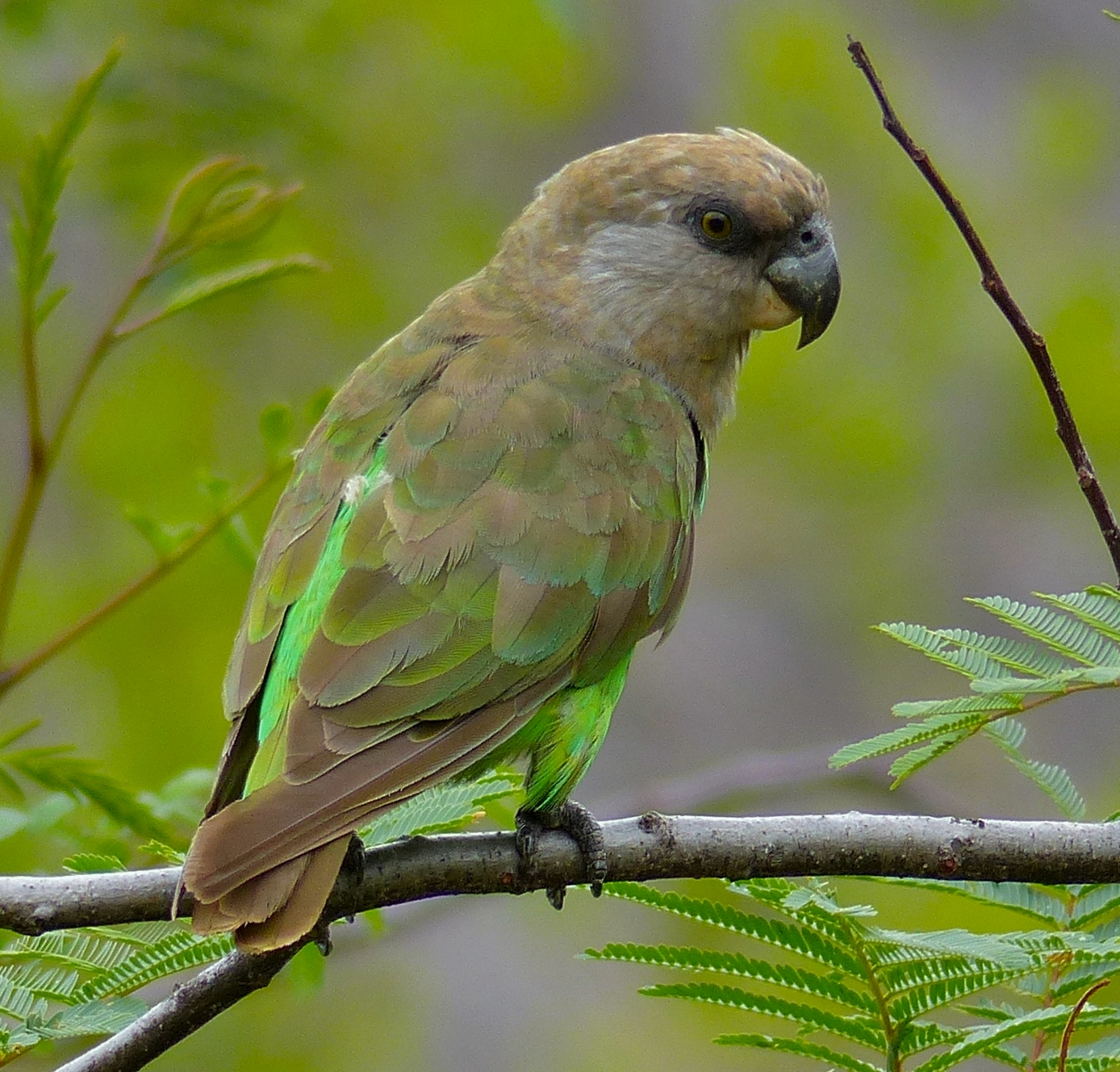

Il fréquente le veld et la savane ouverte semi-aride.

Son aire s'étend sur le Mozambique, régions limitrophes et jusqu'au sud du Kenya.

## Mensurations
Il mesure 23 - 25 cm pour un poids de 114 à 156 g.

## Alimentation
Il se nourrit de graines (e.g. Erythrina et Adansonia), de noisettes, de figues...